# Conte Rosso (transatlantico)
Il Conte Rosso fu un transatlantico della Marina mercantile italiana realizzato nei cantieri scozzesi William Beardmore & Co. a Dalmuir nei pressi di Glasgow per la compagnia di navigazione Lloyd Sabaudo di Genova.

## Storia
La sua costruzione era stata avviata nel 1914 per il Lloyd Sabaudo di Genova, ma con lo scoppio della prima guerra mondiale nel 1915 prima di essere completato il piroscafo fu requisito dal Governo inglese, trasformato in portaerei, una delle prime in assoluto, e consegnato alla Royal Navy con il nome di HMS Argus.
Nel 1919 negli stabilimenti William Beardmore & Co. di Dalmuir, in Scozia, venne riavviata la costruzione del nuovo Conte Rosso. Dopo un anno e mezzo di lavori il piroscafo venne varato il 10 febbraio 1921 e finalmente consegnato all'originario proprietario, il Lloyd Sabaudo con il nome di Conte Rosso, in onore di Amedeo VII di Savoia, Conte di Savoia e Conte d'Aosta, Moriana e Nizza dal 1383 al 1391.

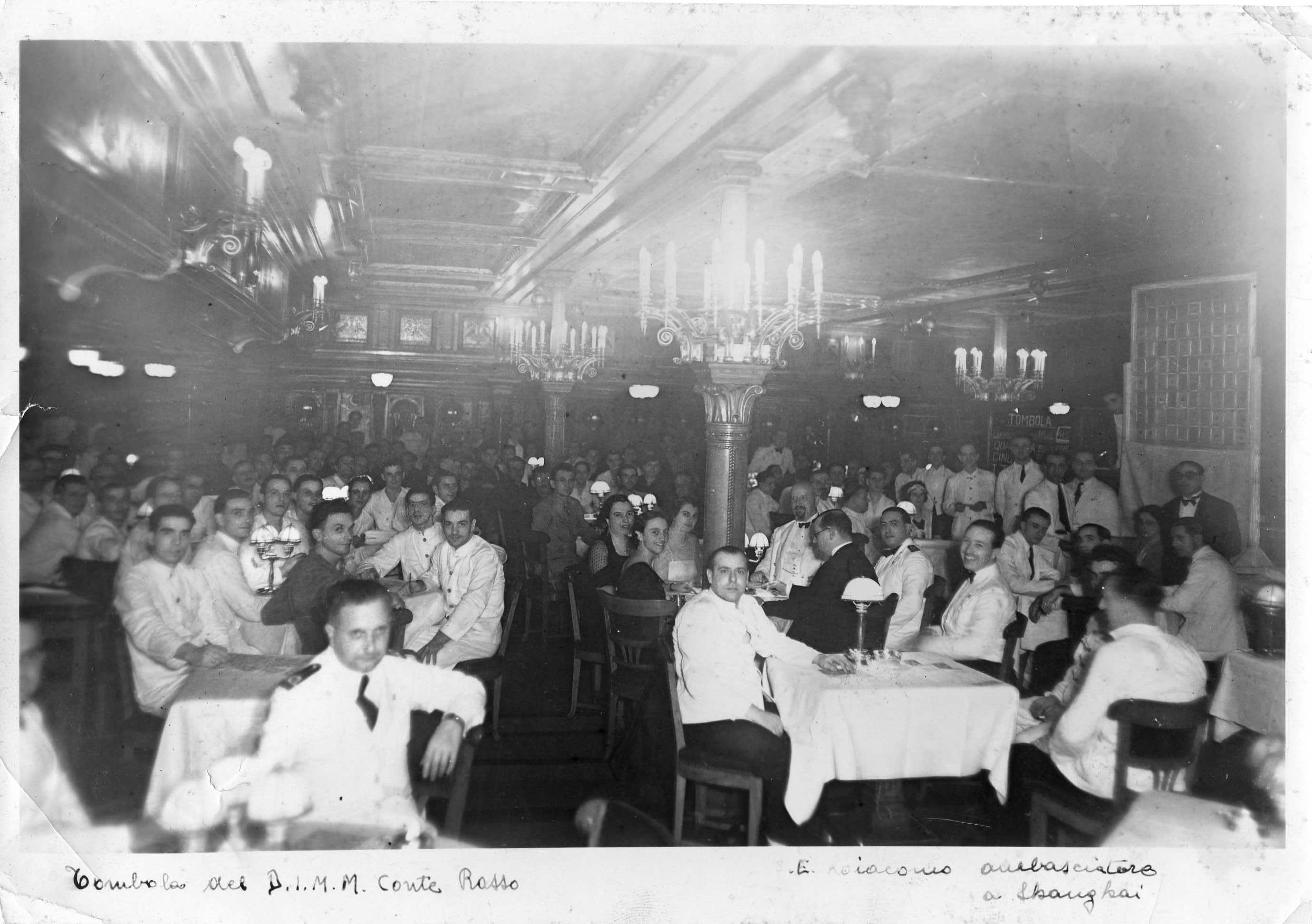
Una delle sale interne

Con la medesima onomastica, dai cantieri di Glasgow sarebbero state realizzate in breve periodo anche le navi Conte Biancamano, Conte Grande e Conte Verde. Mentre il Conte Verde era un'unità similare al Conte Rosso, sebbene leggermente più piccola, il Conte Biancamano e il Conte Grande, di costruzione successiva, erano più grandi e presentavano varie differenze.
La nave aveva una prua verticale e due alberi. La lunghezza era di 180,01 metri, la larghezza di 22,61 metri e la stazza lorda di 18 017 tonnellate. L'apparato di propulsione era costituito da due turbine a vapore a doppio riduttore, collegato a due eliche, e sviluppava la potenza di 19 200 CV e una velocità di crociera di 18,5 nodi, con i gas di scarico dell'apparato motore che sfogavano in due fumaioli. 
Il primo tentativo di varo, il 26 gennaio 1921, fallì perché la nave rimase ferma sullo scalo. Solo il 10 febbraio il Conte Rosso poté scendere in acqua. Il viaggio inaugurale, con partenza il 29 marzo 1922, avvenne sulla rotta Genova-Napoli-Montevideo-Buenos Aires, ma dal 1922 al 1928 il piroscafo fu impiegato sulla linea da Genova a New York via Napoli.

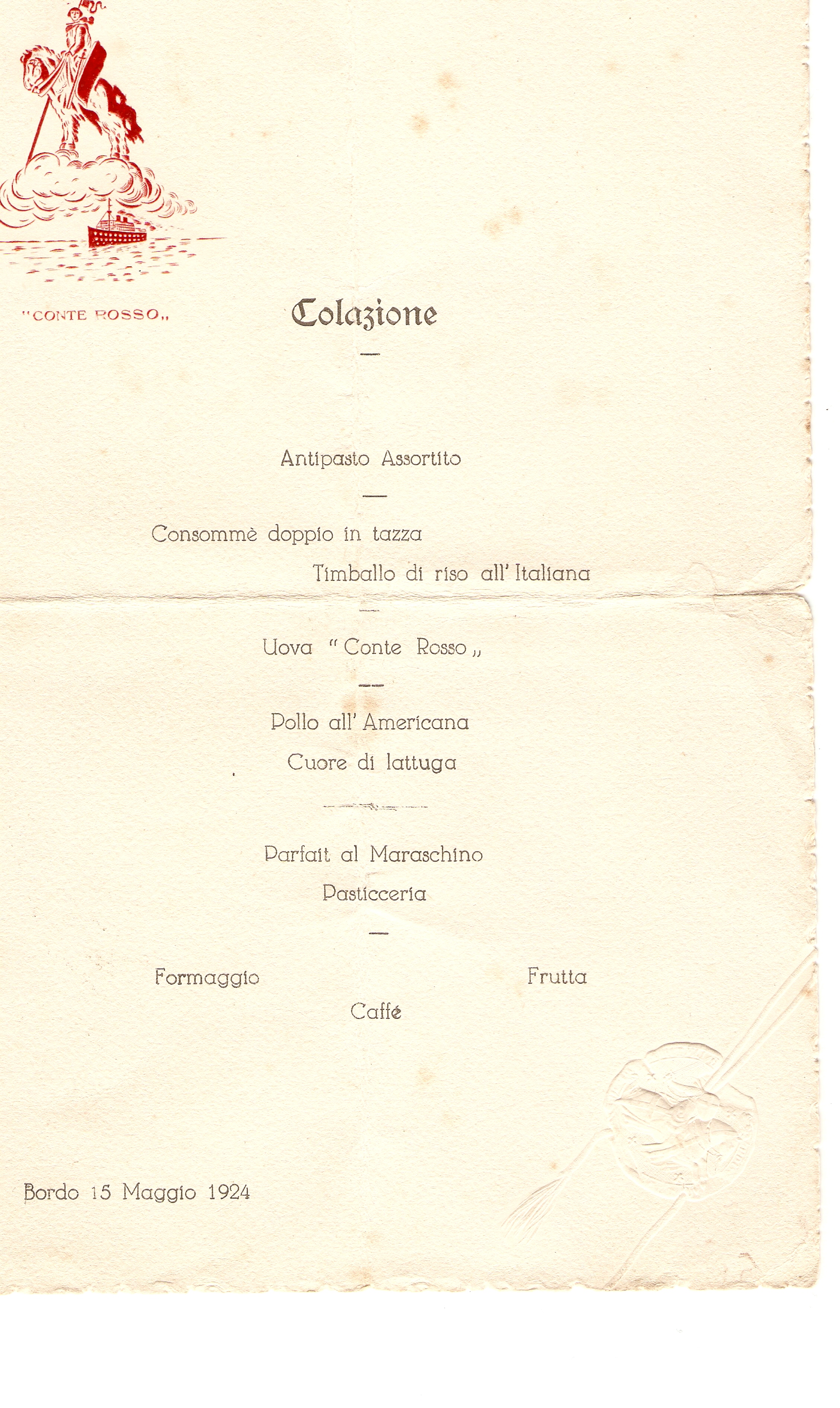
Menù di bordo - Colazione del 15 maggio 1924

Nel febbraio 1928 il Conte Rosso fu trasferito sulla linea per il Sudamerica percorsa nel primo viaggio e vi rimase sino al 1932, quando, con la fusione del Lloyd Sabaudo e di due altre importanti compagnie (Cosulich Line e Navigazione Generale Italiana) nella Società Italia, fu noleggiato al Lloyd Triestino che l'acquistò un anno più tardi, impiegandolo sulla rotta Trieste-Shanghai con tappe a Venezia, Brindisi, Suez, Bombay e Singapore. Nel corso di una di queste navigazioni a bordo del Conte Rosso nacque lo scrittore Gaspare Barbiellini Amidei mentre la nave era in navigazione nel Mar Arabico. 
Nel 1935, durante la guerra d'Etiopia, fu requisito dal governo e adibito al trasporto di truppe e coloni in Africa Orientale Italiana.
L'anno successivo, restituito al Lloyd Triestino, fu sottoposto a lavori di ammodernamento nei cantieri dello Stabilimento Tecnico Triestino che videro la stazza diminuita a 17 085 tonnellate e la sostituzione dell'apparato motore: il nuovo apparato motore, costruito dalla Franco Tosi di Legnano, aveva una potenza di 25 000 CV e consentì di incrementare la velocità a 20 nodi.
Durante la seconda guerra mondiale, il 3 dicembre 1940, venne requisito dalla Regia Marina a Genova e adibito al trasporto di truppe in Libia. Effettuò diversi viaggi trasportando parecchie migliaia di uomini (fra cui per esempio, l'8 febbraio 1941, reparti della Divisione Ariete), sino al 24 maggio 1941.
Alle 4:40 di quel giorno il Conte Rosso partì da Napoli per Tripoli assieme ad altre tre grandi navi passeggeri adibite al trasporto di truppe: i piroscafi Marco Polo ed Esperia e la motonave Victoria. La scorta era fornita dalle torpediniere Procione, Pegaso e Orsa, e dal cacciatorpediniere Freccia. Al comando del convoglio vi era il contrammiraglio Francesco Canzoneri. In mare vi era poi una scorta indiretta costituita dagli incrociatori pesanti Trieste e Bolzano e dai cacciatorpediniere Ascari, Corazziere e Lanciere. Altre tre torpediniere - Calliope, Perseo e Calatafimi furono inviate a rafforzare la scorta diretta ma rientrarono in porto in serata. Il Conte Rosso aveva a bordo 280 uomini d'equipaggio e 2 449 fra ufficiali, sottufficiali e soldati diretti in Libia, per un totale di 2 729 uomini. Alle 20:40 la rotta del convoglio s'incrociò con quella del sommergibile inglese HMS Upholder comandato da David Wanklyn; esso lanciò due siluri che, dopo essere passati vicino al Freccia, colpirono il Conte Rosso, che affondò di prua in una decina di minuti, a circa 10 miglia per 83° da Capo Murro di Porco in Sicilia (al largo di Siracusa).
Persero la vita 1 297 persone e vennero recuperate soltanto 239 salme, nonostante il prodigarsi delle unità che facevano parte della scorta. Tra le navi soccorritrici ci fu la nave ospedale Arno, in navigazione tra Bengasi (Libia) e Napoli, che trasportava feriti e che alle ore 23:00 deviò la rotta verso il punto dell'affondamento. Presero parte ai soccorsi anche il Corazziere, il Lanciere, la Procione e la Pegaso, recuperando 1 432 sopravvissuti. Gran parte delle vittime non ebbe il tempo di abbandonare la nave o fu strangolata dai propri giubbotti salvagente, dopo essersi tuffata da un'altezza di decine di metri (l'appruamento aveva infatti portato il Conte Rosso a impennare la poppa molto al disopra della superficie). Il relitto del Conte Rosso - la nave italiana che nella seconda guerra mondiale, prima dell'armistizio, ebbe il maggior numero di vittime - giace in posizione 37°01′ Nord / 15°33' Est